# Sambhaji
Sambhaji Raje Bhosale (1657 – 1689), fue el hijo mayor y sucesor de Shivaji, fundador del Imperio Maratha.
El ministro Kavi Kalash registró el evento de la captura de Sambhaji ante Aurangzeb como prisionero en un poema. Aurangzeb lo tuvo torturado por 40 días, esperando romper su moral, pero el reacio chhatrapati no se rindió. Finalmente fue asesinado y despedazado en 1689 en Tulapur, en las orillas del río Bhima cerca de Pune.

## Primeros años
Sambhaji nació en el fuerte de Purandar de Sai Bhosale, la primera esposa de Shivaji. Su madre murió cuando él tenía dos años y fue criado por su abuela paterna Jijabai. A la edad de nueve años, Sambhaji fue enviado a vivir con el rajá Jai Singh I de Amber como rehén político para asegurar el cumplimiento del Tratado de Purandar que Shivaji había firmado con los mogoles el 11 de junio de 1665. Como resultado del tratado, Sambhaji se convirtió en un mansabdar mogol. Él y su padre Shivaji se presentaron en la corte de Aurangzeb el emperador mogol, en Agra el 12 de mayo de 1666. Aurangzeb los puso a ambos bajo arresto domiciliario, pero escaparon el 22 de julio de 1666. Sin embargo, las dos partes se reconciliaron y tuvieron relaciones cordiales durante el período 1666–1670. En este período, Shivaji y Sambhaji lucharon junto a los mogoles contra el sultanato de Bijapur.

### Matrimonio
Sambhaji se casó con Jivubai en un matrimonio de alianza política; Según la costumbre maratha, ella tomó el nombre de Yesubai. Jivubai era hija de Pilajirao Shirke, que había entrado al servicio de Shivaji tras la derrota de un poderoso deshmukh, Rao Rana Suryajirao Surve, quien fuere su anterior señor. Este matrimonio le dio a Shivaji acceso al cinturón costero de Konkan. Yesubai dio a luz una hija llamada Bhavani Bai y luego un hijo llamado Shahu.

### Arresto domiciliario y deserción a los mogoles
El comportamiento de Sambhaji, incluida la supuesta irresponsabilidad y adicción a los placeres sensuales, llevó a Shivaji a encarcelar a su hijo en el fuerte de Panhala en 1678 para frenar su comportamiento. Sambhaji escapó del fuerte con su esposa y desertó a los mogoles en diciembre de 1678 durante un año, pero luego regresó a su casa cuando se enteró de un plan de Dilir Khan, el virrey mogol de Deccan para arrestarlo y enviarlo a Delhi. Al regresar a casa, Sambhaji no se arrepintió y fue puesto bajo vigilancia en Panhala.

## Ascenso al trono
Cuando Shivaji murió en la primera semana de abril de 1680, Sambhaji todavía estaba cautivo en el fuerte de Panhala. Algunos de los sardares influyentes, incluidos los ministros Annaji Datto y Peshawa Moropant Pingale, conspiraron contra Sambhaji, apoyados por Soyarabai, para evitar que subiera al trono. La viuda de Shivaji y madrastra de Sambhaji, Soyarabai, luego de la muerte de su esposo, instaló al hijo de la pareja, Rajaram, un niño de 10 años, en el trono el 21 de abril de 1680. Al escuchar esta noticia, Sambhaji tramó su escape y tomó posesión del fuerte de Panhala el 27 de abril después de matar al comandante del fuerte. El 18 de junio, adquirió el control del fuerte Raigad. Sambhaji ascendió formalmente al trono el 20 de julio de 1680. Rajaram, su esposa Janki Bai y su madre Soyarabai fueron encarcelados. Poco después de otro intento de conspiración contra Sambhaji usando al príncipe Akbar, el cuarto hijo de Aurangzeb, Soyarabai, sus parientes de la familia Shirke y algunos de los ministros de Shivaji, como Annaji Datto, fueron ejecutados bajo cargos de conspiración.

## Expediciones y conflictos militares
Poco después de su ascenso, comenzó sus campañas militares contra los estados vecinos. Los historiadores anotaron rápidamente la distinción entre las prácticas más tolerantes y caballerescas de su padre Shivaji y las prácticas más pragmáticas y brutales de Sambhaji. En contraste con las tácticas de su padre, Sambhaji permitió la tortura, la violación y la violencia de sus fuerzas contra las poblaciones civiles. Un historiador moderno describió la situación como "anarquía apenas funcional".

### Ataque a Burhanpur
Sambhaji saqueó y devastó Burhanpur en 1680. Sus fuerzas derrotaron completamente a la guarnición mogol y ejecutaron a los cautivos punitivamente. Los marathas saquearon la ciudad y prendieron fuego a sus puertos. Sambhaji luego se retiró a Baglana, evadiendo las fuerzas del comandante mogol, Khan Jahan Bahadur. Durante el ataque a Burhanpur, entre sus 20.000 soldados, muchos de ellos cometieron atrocidades contra los musulmanes, incluyendo el saqueo, el asesinato y la tortura.

### Imperio mogol
En 1681, el cuarto hijo de Aurangzeb, Akbar, abandonó la corte mogol junto con algunos partidarios musulmanes de Mansabdar y se unió a los rebeldes musulmanes en el Deccan. En respuesta, Aurangzeb trasladó su corte hacia el sur a Aurangabad y tomó el mando de la campaña de Deccan. Los rebeldes fueron derrotados y Akbar huyó hacia el sur para buscar refugio con Sambhaji. Los ministros de Sambhaji, incluidos Annaji Datto y Moropant Pingale aprovecharon esta oportunidad y conspiraron de nuevo para llamar a Rajaram. Firmaron una carta de traición contra Sambhaji en la que prometieron unirse a Akbar, a quien se envió la carta. Akbar le dio esta carta a Sambhaji. Enfurecido, Sambhaji ejecutó a los conspiradores por cargos de traición.
Durante cinco años, Akbar se quedó con Sambhaji, esperando que este último le prestara hombres y dinero para atacar y tomar el trono mogol por sí mismo. Desafortunadamente para Sambhaji, dar asilo a Akbar no dio frutos. Finalmente, Sambhaji ayudó a Akbar a huir a Persia. Por otro lado, Aurangzeb después de mudarse a Deccan nunca regresó a su capital en el norte.
En 1682, los mogoles sitiaron el fuerte Maratha de Ramsej, pero luego de cinco meses de intentos fallidos, incluyendo la instalación de minas explosivas y la construcción de torres de madera para ganar las murallas, el asedio fracasó. 

### Siddis de Janjira
Los Marathas bajo Shivaji entraron en conflicto con los Siddis, los musulmanes de origen abisinio que se establecieron en la India, en la costa de Konkan. Shivaji pudo reducir su presencia a la isla fortificada de Janjira. Sambhaji continuó la campaña contra ellos, mientras que en ese momento los siddis formaron una alianza con los mogoles. A comienzos de 1682, un ejército maratha que luego se unió a Sambhaji personalmente, atacó la isla durante treinta días, causando graves daños pero no consiguiendo rendir sus defensas. Sambhaji luego intentó una artimaña, enviando a un grupo de su gente a los siddis, alegando ser desertores. Se les permitió entrar en el fuerte y planearon detonar el polvorín durante un próximo ataque maratha. Sin embargo, una de las desertoras se involucró románticamente con un hombre siddi y él descubrió el complot, y los infiltrados fueron ejecutados. Los maratha luego intentaron construir una calzada de piedra desde la costa hasta la isla, pero fue interrumpida a mitad de camino cuando el ejército mogol se movió para amenazar Raigad. Sambhaji regresó para enfrentarlos y sus tropas restantes no pudieron superar la guarnición de Janjira y la flota siddi que la protegía.

### Portugueses e ingleses
Habiendo fallado en tomar Janjira en 1682, Sambhaji envió un comandante para tomar el fuerte costero portugués de Anjadiva. Los marathas se apoderaron del fuerte, buscando convertirlo en una base naval, pero en abril de 1682 fueron expulsados del mismo por un destacamento de 200 portugueses. Este incidente llevó a un conflicto mayor entre las dos potencias regionales.
La colonia portuguesa de Goa que en ese momento proporcionaba suministros a los mogoles, les permitía usar los puertos portugueses en la India y pasar a través de su territorio. Para negar este apoyo a los mogoles, Sambhaji emprendió una campaña contra Goa a fines de 1683, asaltando la colonia y tomando sus fortalezas. La situación para los colonos se volvió tan grave que el virrey portugués, Francisco de Távora, conde de Alvor, se fue con sus partidarios restantes a la catedral, donde se encuentra la cripta de San Francisco Javier, donde oraron por la liberación. El virrey ordenó abrir el ataúd y le dio al cuerpo del santo su bastón, sus credenciales reales y una carta pidiendo el apoyo del santo. La campaña en Goa de Sambhaji fue controlada por la llegada del ejército y la marina mogola en enero de 1684, lo que lo obligó a retirarse.
Mientras tanto, en 1684, Sambhaji firmó un tratado defensivo con los ingleses en Bombay, dándose cuenta de su necesidad de armas y pólvora inglesas, particularmente porque su falta de artillería y explosivos comprometía la capacidad de los marathas para asediar las fortificaciones. Así reforzado, Sambhaji procedió a tomar Pratapgad y una serie de fortalezas a lo largo de los Ghats.

### Mysore
Al igual que la campaña de Karnataka de su padre Shivaji, Sambhaji intentó en 1681 invadir Mysore, un principado del sur gobernado por Chikka Devaraja Wodeyar. El gran ejército de Sambhaji fue rechazado, como le había sucedido a Shivaji en 1675. Chikka Devaraja más tarde hizo tratados y rindió homenaje al reino Maratha durante los conflictos de 1682–1686. Sin embargo, Chikka Devaraja comenzó a acercarse al imperio mogol y dejó de seguir sus tratados con los marathas. En respuesta, Sambhaji invadió a Mysore en 1686, acompañado por su amigo y poeta brahmín Kavi Kalash. 

## Captura y ejecución
La batalla de Wai de 1687 vio a las fuerzas de Maratha debilitadas por los mogoles. El comandante clave de Maratha Hambirao Mohite cayó y las tropas comenzaron a desertar. Las posiciones de Sambhaji fueron espiadas por sus propios parientes, la familia Shirke, que había desertado a los mogoles. Gracias a ello, Sambhaji y 25 de sus asesores fueron capturados por las fuerzas mogolas de Muqarrab Khan en una escaramuza en Sangameshwar en febrero de 1689.
Los relatos de la confrontación de Sambhaji con el gobernante mogol y la posterior tortura, ejecución y eliminación de su cuerpo, varían ampliamente según la fuente, aunque en general todos están de acuerdo en que fue torturado y ejecutado por orden del emperador.
Los capturados Sambhaji y Kavi Kalash fueron llevados a Bahadurgad en el actual distrito de Ahmednagar, donde Aurangzeb los humilló haciéndolos desfilar vistiendo ropas de payaso y siendo insultados por los soldados mogoles. Los informes varían según los motivos de lo que ocurrió a continuación: los informes mogoles afirman que se le pidió a Sambhaji que entregara sus fortalezas, tesoros y nombres de los colaboradores mogoles con los marathas pero que selló su destino insultando al emperador y al profeta islámico Mahoma durante el interrogatorio y fue ejecutado por haber matado musulmanes. El ulema condenó a muerte a Sambhaji por las atrocidades que sus tropas perpetraron contra los musulmanes en Burhanpur, incluidos el saqueo, el asesinato, la violación y la tortura.
Los informes maratha afirman en cambio que se le ordenó inclinarse ante Aurangzeb y convertirse al Islam y fue su negativa a hacerlo, al decir que aceptaría el islam el día que el emperador le presentara la mano de su hija, lo que llevó a su muerte. Al hacerlo, obtuvo el título de Dharmaveer ("protector del dharma"). Aurangzeb ordenó que Sambhaji y Kavi Kalash fueran torturados hasta la muerte; el proceso tomó más de quince días e incluyó sacarles los ojos y la lengua, las uñas y la piel. Sambhaji fue finalmente rematado el 11 de marzo de 1689, según informes, desgarrándole torso y espalda con wagh nakhe ("garras de tigre" de metal) y decapitación final con un hacha en Tulapur a orillas del río Bhima cerca de Pune.
Otros documentos afirman que Sambhaji desafió a Aurangzeb en audiencia pública y se negó a convertirse al islam. Dennis Kincaid escribe: "A él (Sambhaji) el Emperador le ordenó que abrazara el Islam. Se negó y fue obligado a correr llevando guantazos de todo el ejército imperial. Harapiento y sangrando, fue llevado ante el Emperador y repitió su negativa. Su lengua fue cortada y otra vez se hizo la pregunta. Pidió material de escribir y escribió: "¡Ni siquiera si el emperador me sobornara con su hija!" Entonces fue condenado a muerte por tortura".
Algunas cuentas afirman que el cuerpo de Sambhaji fue cortado en pedazos y arrojado al río o que el cuerpo o algunas partes fueron recapturados y cremados en la confluencia de los ríos en Tulapur. Otras fuentes indican que los restos de Sambhaji fueron lanzados a los perros.

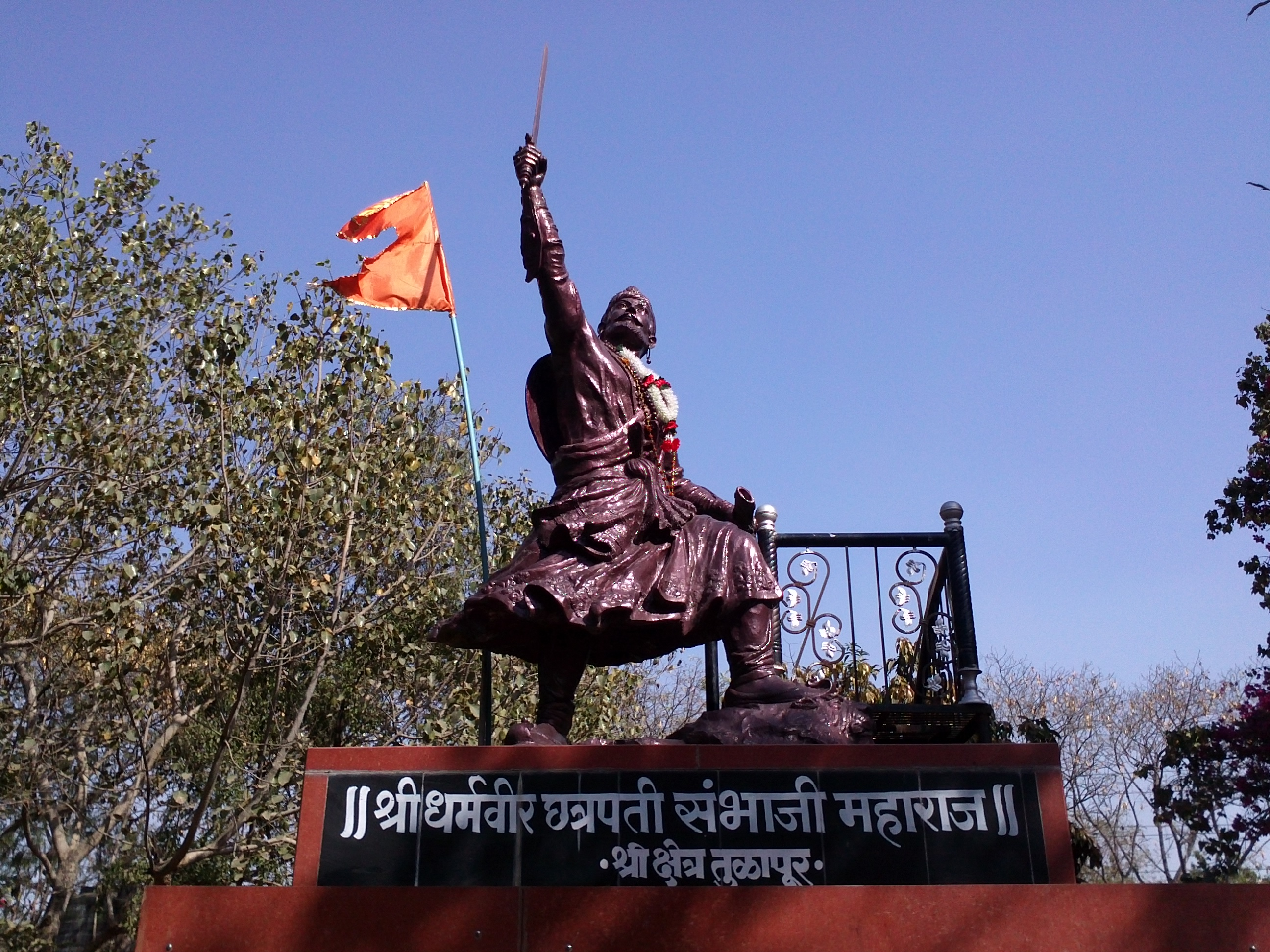
Sambhaji Maharaj, estatua en Tulapur.